# Regno d'Illiria
Il Regno d'Illiria fu uno Stato dell'Impero austriaco dal 1816 al 1849, con capitale a Lubiana; includeva la parte centrale ed occidentale dell'odierna Slovenia, la Carinzia austriaca, l'Istria, Trieste ed il Friuli Orientale.

## Storia e amministrazione

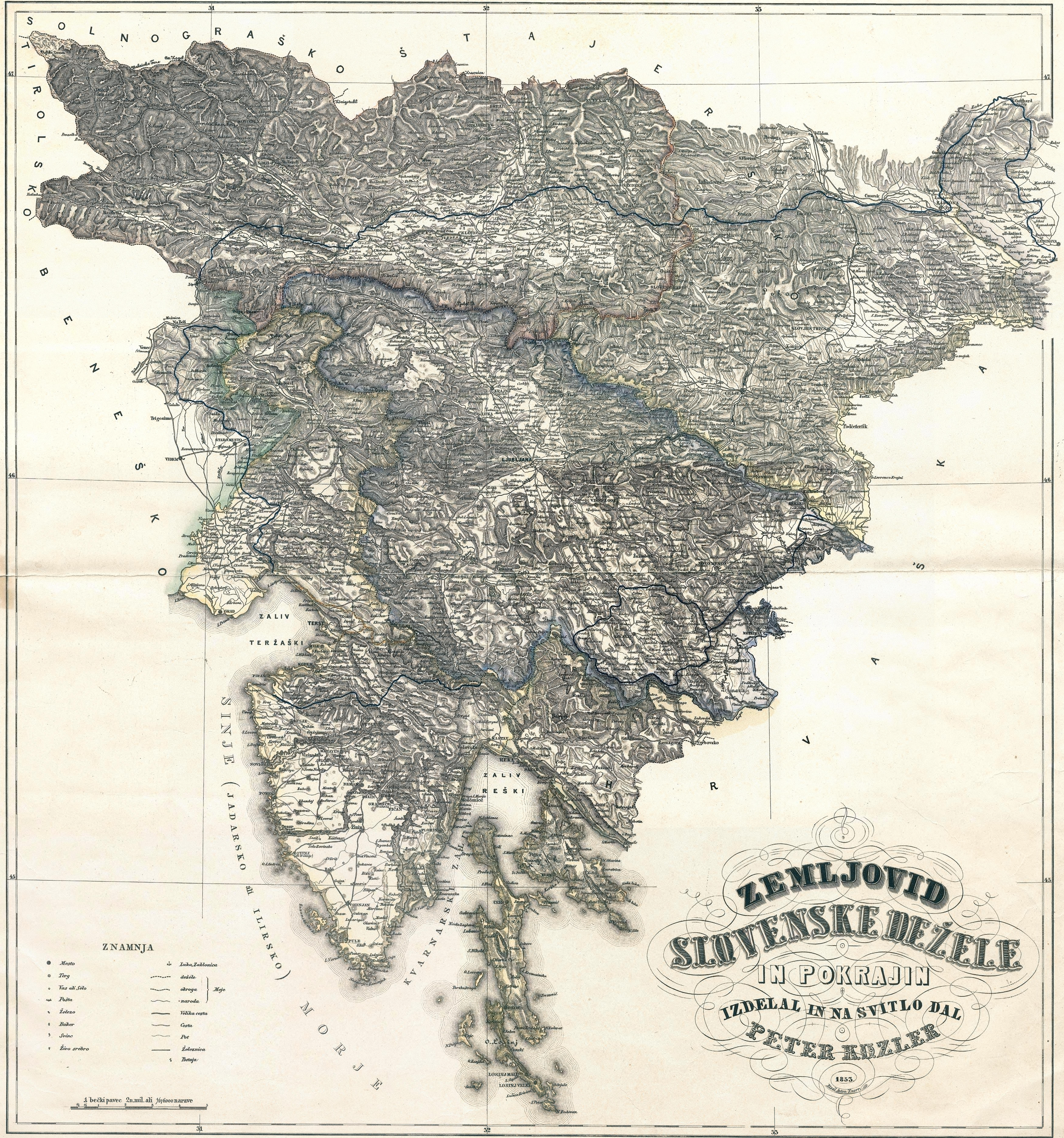
La mappa delle terre slovene di Peter Kozler

Il regno d'Illiria fu costituito alla fine delle guerre napoleoniche, quando i territori delle Province illiriche, occupati dall'impero francese tra il 1809 e il 1813, tornarono all'impero austriaco. Le riforme amministrative e giudiziarie fatte durante il dominio francese trasformarono profondamente la struttura sociale dei paesi conquistati, e così le autorità austriache pensarono di raggruppare tali territori in stati autonomi come la Dalmazia, perché non influissero sul sistema giuridico nazionale austriaco non ancora riformato.
Il regno d'Illiria fu ufficialmente costituito nel 1816. Nei primi anni comprendeva sia i territori dell'Istria, il litorale croato (con la Città di Fiume e i territori del Confine militare croato detto Vojna granica o Vojna krajina), la Carniola, la Contea di Gorizia e Gradisca, Trieste e parti della Carinzia, del Tirolo (la Val Pusteria orientale) e del Regno di Croazia (il Capitanato o Circondario di Karlovac-Karlstadt cioè il territorio meridionale dell'antica contea di Zagabria), finché nel 1822 non fu ristabilito il regno di Croazia, che era uno Stato della corona ungherese. Così dal 1822 il regno d'Illiria raggiunse la sua sistemazione geografica definitiva, comprendendo il Ducato di Carinzia, il Ducato di Carniola, la Contea di Gorizia e Gradisca, la città di Trieste e l'Istria accresciuta dei domini già veneziani.
Nel 1848 gli Sloveni, la popolazione maggioritaria della nazione, proposero di includere anche la Bassa Stiria al regno d'Illiria in modo da unire tutte le terre slovene in un'unica unità amministrativa. Peter Kozler disegnò una mappa in base alla quale si sarebbero dovuti ridefinire i confini illirici in modo che potesse nascere un grande stato di nazionalità slovena. La proposta non fu mai accolta dalle autorità austriache.
Nel 1849 il regno d'Illiria fu soppresso e al suo posto furono ricreati il Ducato di Carinzia, il Ducato di Carniola ed il Litorale Austriaco; tale divisione amministrativa durò fino al 1918.

### Organi di governo
ll Regno d'Illiria fu retto da due organi amministrativi: l'Imperial Regio Governo del Litorale in Trieste e l'Imperial Regio Governo in Lubiana. Il governo del Litorale comprese il Circolo di Gorizia, il Circolo d'Istria (fondato nel 1825 dai territori dell'Istria occidentale e dal Circolo di Pisino - l'Istria orientale) e la Città di Trieste che fu amministrata da un organo municipale denominato Magistrato politico-economico immediatamente sottoposto al governo del Litorale. Il governo in Lubiana fu istituita per i circoli di Lubiana, Postumia, Novo mesto (Neustadtl o Nova Urbe), Villaco, e Clanforte (Klagenfurt am Wörthersee).

## Cronotassi dei governatori del Regno d'Illiria
- 1819-1823 Antonio Spiegelfeld
- 1823-1835 Alphons Gabriel von Porcia
- 1835-1841 Joseph von Weingarten
- 1841-1847 Franz von Stadion
- 1847-1848 Franz von Gyulai
- 1848-1849 Roberto Algravio di Salam
- 1849 general maggiore De Standeiskj
- 1849 Franz Wimpffen